# Marty Byrnes
Martin William Byrnes, detto Marty (Syracuse, 30 aprile 1956), è un ex cestista statunitense, professionista nella NBA e in Italia.

## Carriera
Venne selezionato dai Phoenix Suns al primo giro del Draft NBA 1978, 19ª scelta assoluta.

## Palmarès
- Campionato NBA: 1

Los Angeles Lakers: 1980